# Gimnastică la Jocurile Olimpice de vară din 1984
Gimnastica la Jocurile Olimpice din 1980 a fost reprezentată de 15 probe: 14 probe la gimnastică artistică (6 pentru femei și 8 pentru bărbați) și o probă la gimnastică ritmică. Toate probele s-au desfășurat la pavilionul Pauley din Los Angeles în perioada 29 iulie-11 august.

## Gimnastică artistică

### Masculin
| Probă             | Aur                  | Aur     | Argint                  | Argint         | Bronz                  | Bronz          |
| Echipe            | SUA                  | 591.40  | China                   | 590.80         | Japonia                | 586.70         |
| Individual compus | Koji Gushiken (JPN)  | 118.700 | Peter Vidmar (SUA)      | 118.675        | Li Ning (CHN)          | 118.575        |
| Sol               | Li Ning (CHN)        | 19.925  | Lou Yun (CHN)           | 19.775         | Koji Sotomura (JPN)    | 19.700         |
| Sol               | Li Ning (CHN)        | 19.925  | Lou Yun (CHN)           | 19.775         | Philippe Vatuone (FRA) | 19.700         |
| Bară fixă         | Shinji Morisue (JPN) | 20.00   | Tong Fei (CHN)          | 19.955         | Koji Gushiken (JPN)    | 19.950         |
| Cal cu mânere     | Li Ning (CHN)        | 19.950  | nu s-a acordat          | nu s-a acordat | Timothy Daggett (SUA)  | 19.825         |
| Cal cu mânere     | Peter Vidmar (SUA)   | 19.950  | nu s-a acordat          | nu s-a acordat | Timothy Daggett (SUA)  | 19.825         |
| Paralele          | Bart Conner (SUA)    | 19.950  | Kajitani Nobuyuki (JPN) | 19.925         | Mitchell Gaylord (SUA) | 19.850         |
| Inele             | Koji Gushiken (JPN)  | 19.850  | nu s-a acordat          | nu s-a acordat | Mitchell Gaylord (SUA) | 19.825         |
| Inele             | Li Ning (CHN)        | 19.850  | nu s-a acordat          | nu s-a acordat | Mitchell Gaylord (SUA) | 19.825         |
| Sărituri          | Lou Yun (CHN)        | 19.950  | Mitchell Gaylord (SUA)  | 19.825         | nu s-a acordat         | nu s-a acordat |
| Sărituri          | Lou Yun (CHN)        | 19.950  | Koji Gushiken (JPN)     | 19.825         | nu s-a acordat         | nu s-a acordat |
| Sărituri          | Lou Yun (CHN)        | 19.950  | Shinji Morisue (JPN)    | 19.825         | nu s-a acordat         | nu s-a acordat |
| Sărituri          | Lou Yun (CHN)        | 19.950  | Li Ning (CHN)           | 19.825         | nu s-a acordat         | nu s-a acordat |

### Feminin
| Probă             | Aur                                                                                               | Aur    | Argint                                                                                                | Argint         | Bronz                                                                  | Bronz  |
| Echipe            | (ROM) Ecaterina Szabo Laura Cutina Simona Păucă Cristina Grigoraș Mihaela Stănuleț Lavinia Agache | 392.20 | (SUA) Mary Lou Retton Julianne McNamara Kathy Johnson Michelle Dusserre Tracee Talavera Pamela Bileck | 391.20         | (CHN) Ma Yanhong Wu Jiani Chen Yongyan Zhou Ping Zhou Qiurui Huang Qun | 388.60 |
| Individual compus | Mary Lou Retton (SUA)                                                                             | 79.175 | Ecaterina Szabo (ROM)                                                                                 | 79.125         | Simona Păucă (ROM)                                                     | 78.675 |
| Sol               | Ecaterina Szabo (ROM)                                                                             | 19.975 | Julianne McNamara (SUA)                                                                               | 19.950         | Mary Lou Retton (SUA)                                                  | 19.775 |
| Bârnă             | Simona Păucă (ROM)                                                                                | 19.800 | none                                                                                                  | none           | Kathy Johnson (SUA)                                                    | 19.650 |
| Bârnă             | Ecaterina Szabo (ROM)                                                                             | 19.800 | none                                                                                                  | none           | Kathy Johnson (SUA)                                                    | 19.650 |
| Paralele inegale  | Ma Yanhong (CHN)                                                                                  | 19.950 | nu s-a acordat                                                                                        | nu s-a acordat | Mary Lou Retton (SUA)                                                  | 19.800 |
| Paralele inegale  | Julianne McNamara (SUA)                                                                           | 19.950 | nu s-a acordat                                                                                        | nu s-a acordat | Mary Lou Retton (SUA)                                                  | 19.800 |
| Sărituri          | Ecaterina Szabo (ROM)                                                                             | 19.875 | Mary Lou Retton (SUA)                                                                                 | 19.850         | Lavinia Agache (ROM)                                                   | 19.750 |

## Gimnastică ritmică
| Probă             | Aur             | Aur    | Argint                  | Argint | Bronz              | Bronz  |
| Individual compus | Lori Fung (CAN) | 57.950 | Doina Stăiculescu (ROM) | 57.900 | Regina Weber (RFG) | 57.700 |

## Clasament medalii
| Poz. | Țară                       | Aur | Argint | Bronz | Total |
| 1    | Statele Unite ale Americii | 5   | 5      | 6     | 16    |
| 2    | China                      | 5   | 4      | 2     | 11    |
| 3    | România                    | 5   | 2      | 2     | 9     |
| 4    | Japonia                    | 3   | 3      | 3     | 9     |
| 5    | Canada                     | 1   | 0      | 0     | 1     |
| 6    | Franța                     | 0   | 0      | 1     | 1     |
| 6    | RFG                        | 0   | 0      | 1     | 1     |